# 코미디의 왕
《코미디의 왕》(영어: The King of Comedy)은 1982년 개봉된 미국의 풍자 블랙 코미디 영화이다. 마틴 스코세이지가 감독을, 폴 D. 지머먼이 각본을 맡았다. 스코세이지와 로버트 드니로의 다섯 번째 협업작이다.
1983년 제36회 칸 영화제 황금종려상 경쟁작이다.

## 출연진
- 로버트 드니로 - 루퍼트 펍킨 역
- 제리 루이스 - 제리 랭퍼드 역
- 샌드라 번하드 - 마샤 역
- 다이앤 애벗 - 리타 킨 역
- 셸리 핵 - 캐시 롱 역
- 마고 윙클러 - 랭퍼드의 제작사 접수 담당자 역
- 킴 챈 - 조노 역
- 프레더릭 더코도바 - 버트 토머스 역
- 에드거 셰릭 - 윌슨 크로킷 역
- 에드 헐리히 - 본인 역
- 토니 랜들 - 본인 역
- 조이스 브러더스 본인 역
- 캐서린 스코세이지 - 펍킨 부인 역
- 캐시 스코세이지 - 덜로리스 역
- 찰스 스코세이지 - 바의 첫 손님 역
- 마틴 스코세이지 - 텔레비전 연출자 역
- 더 클래시(믹 존스, 조 스트러머, 폴 시머넌), 엘런 폴리, 돈 레츠 - 스트리트 스컴(마샤에게서 “스컴”, “스트리트 트래시”라고 욕을 먹는 행인들) 역
- 척 로 - 중국 식당의 남자 역
- 라이자 미넬리 - 본인 역
- 메리 엘리자베스 매스트런토니오 - 엑스트라 역 (크레디트 미기재)

## 기타 제작진
- 협력 제작: 로버트 F. 콜즈베리
- 배역: 시스 코먼
- 미술: 보리스 레빈
- 의상: 리처드 브루노

## 우리말 녹음
KBS 성우진 (1990년 9월 8일)